# حسن الشاطري
حسن بن عبد الله الشاطري (1347 - 1425 هـ) عالم دين مسلم ومدرس في رباط تريم العلمي بحضرموت. تتلمذ على يديه الكثير من العلماء والطلاب من اليمن وعدد من الدول الإسلامية. اهتم بتدريس الفقه الشافعي في رباط تريم وفي مجالسه التي يعقدها حيثما حلَّ، ويحث الطلاب على الاهتمام بالعلوم الشرعية وخاصة الفقه واللغة العربية حفظًا ودرسًا وفهمًا وتعلمًا وتعليمًا.

## نسبه
حسن بن عبد الله بن عمر بن أحمد بن عمر بن أحمد بن عمر بن أحمد بن علي بن حسين بن محمد بن أحمد بن عمر بن علوي الشاطري بن علي بن أحمد بن محمد أسد الله بن حسن الترابي بن علي بن الفقيه المقدم محمد بن علي بن محمد صاحب مرباط بن علي خالع قسم بن علوي بن محمد بن علوي بن عبيد الله بن أحمد المهاجر بن عيسى بن محمد النقيب بن علي العريضي بن جعفر الصادق بن محمد الباقر بن علي زين العابدين بن الحسين السبط بن الإمام علي بن أبي طالب، والإمام علي زوج فاطمة بنت محمد ﷺ.
فهو الحفيد 35 لرسول الله محمد ﷺ في سلسلة نسبه.

## مولده ونشأته
ولد بمدينة تريم في حضرموت في السابع من شهر جمادى الآخرة سنة 1347 هـ، وفيها نشأ وترعرع تحت رعاية والده بعد وفاة والدته وهو في الخامسة من عمره. وكان والده قد تولى إدارة رباط تريم العلمي والإشراف عليه.

## شيوخه
أخذ عن جملة من مشايخ عصره وأكثرهم من تلاميذ والده، ومن أشهر مشايخه في تلك الفترة:
- والده عبد الله بن عمر الشاطري
- علوي بن عبد الله بن شهاب الدين
- جعفر بن أحمد العيدروس
- عبد الباري بن شيخ العيدروس
- حسن بن إسماعيل الحامد
- أبو بكر بن محمد السري
- محفوظ بن سالم بن عثمان الزبيدي
- سالم بن سعيد بن بكير باغيثان
- علوي بن عباس المالكي
- محمد بن سالم بن حفيظ
- عمر بن علوي الكاف
- عمر بن عوض حداد

## حياته العلمية والدعوية
تصدر مبكرًا التدريس في رباط تريم والقيام بشؤونه، فخلف والده عقب وفاة أخيه الأكبر محمد المهدي، واستمر في إفادة الطلاب والدعوة إلى الله عقب إقفال رباط تريم إبان نظام الحكم السابق في سنة 1401 هـ، ورحل إلى مكة المكرمة فترة من الزمن تقارب ثلاث سنوات تخللتها بعض الزيارات إلى أبوظبي في الإمارات العربية المتحدة، ثم استقر بعدها في أبوظبي عند أولاده، وكانت له رحلات في الدعوة إلى الله إلى إندونيسيا وماليزيا وغيرهما من البلدان. ثم عاد إلى مدينة تريم بعد ذهاب نظام الحزب الشيوعي في اليمن واستقر بها، واستعاد بمشاركة أخيه سالم الشاطري فتح رباط تريم سنة 1412 هـ بعد الوحدة اليمنية. فقام بالإشراف على الرباط ودروسه، وتصدر المدرس العام فيه، هذا عدا مجالسه ودروسه وروحاته العلمية في تريم التي تُقرأ فيها العديد من الكتب العلمية في مختلف علوم الشريعة، وكذا مشاركاته في المجالس العامة والجموعات المعتادة في حضرموت، وكذا في أبوظبي حال وجوده فيها وتردده إليها بين الفينة والأخرى لزيارة أولاده.
كان يهتم بطريقة المتقدمين في التدريس والتربية سواء كان في رباط تريم أو في الدروس التي يعقدها أو يشرف عليها. وهي الطريقة التي يقرأ فيها الطلاب الكتاب على الشيخ، ويقوم الشيخ بتقرير العبارات على الطلاب، وبيان منطوقها ومفهومها، وما يدخل تحت قيودها وما يخرج بها مع تصوير المسائل، والمرور على الكتاب من بدايته إلى نهايته، مع إتباع التدرج في المقررات التي تدرس بحسب مستوى الطالب، فينتقل من المختصرات إلى المتوسطات، ثم إلى المبسوطات في العلم الذي يدرَّس، سواء كان في الفقه أو في غيره من العلوم الشرعية. وكان من منهجه في التدريس والتعليم والتربية أنه يرى أن طلاب العلم سواء كان في الرباط أو غيره ينبغي ألا يشغلوا بغير ما أتوا للتفرغ من أجله وهو طلب العلم ونحوه مما هو لازم لطالب العلم أن يعرفه ويدرسه ويتربى عليه من الآداب والأخلاق والسلوك الحسن وأذكار اليوم والليلة. وكان من اهتمامه واهتمام أخيه سالم اختيارهما لأفضل وأبرز فقهاء حضرموت الموجودين في ذلك الوقت للتدريس في رباط تريم، مثل: فضل بن عبد الرحمن بافضل، وعلي المشهور بن محمد بن سالم بن حفيظ، ومحمد بن علي باعويضان، ومحمد بن علي الخطيب، وعبد الله باعبود، وغيرهم، إلى جانب اهتمامه بطبع بعض كتب الفقه الشافعي وتوزيعها على طلاب العلم في الرباط وخارجه.

## وفاته
توفي ظهر يوم الجمعة الحادي عشر من شهر ربيع الأول سنة 1425 هـ في مدينة أبوظبي بالإمارات العربية المتحدة بعد أن أدخل المستشفى للعلاج قبل الوفاة بيوم واحد، ثم نقل إلى بيت ابنه محمد بن حسن الشاطري، وصلَّى عليه عدد كبير من العلماء الذين توافق وجودهم في أبوظبي لحضور الاحتفال بذكرى المولد النبوي الشريف، كتلميذه محمد علوي المالكي، والمستشار علي بن عبد الرحمن الهاشمي، وعمر بن حفيظ، وعيسى بن عبد الله بن مانع الحميري، وعبد الله بن أحمد العيدروس. ونقل ظهر السبت إلى تريم حسب وصيته ليدفن فيها، ودفن بجوار والده في عصر اليوم ذاته في مقبرة زنبل بتريم.

## وصلات خارجية
- موقع رباط تريم العلمي.